# Warzywnictwo
Warzywnictwo – dział nauki i produkcji rolniczej zajmujący się warzywami:
1. dział ogrodnictwa obejmujący uprawę warzyw (roślin zielnych)[1][2]. Obejmuje produkcję prowadzoną w różnych warunkach: w gruncie, pod szkłem (szklarnie, inspekty) i w tunelach foliowych[3],
2. nauka o uprawie i hodowli roślin warzywnych. Jest przedmiotem badań i nauczania i szkołach wyższych i jednostkach badawczych. W Polsce w szczególności jest przedmiotem badań w Instytucie Ogrodnictwa (kontynuuje tradycje istniejącego w latach 1964–2011 Instytutu Warzywnictwa im. Emila Chroboczka)[3].